# Heiso Meyer
Heiso Meyer (* vor 1650; † 11. Februar 1704 in Braunschweig) war ein deutscher Glocken- und Geschützgießer.

## Leben
Heiso Meyer war der Sohn des Wolfenbütteler Glockengießermeisters und Stückgießers Heise Meyer. Nach dem Tod des Vaters trat er dessen Erbe an. Er wurde 1658 von Herzog August dem Jüngeren zum Fürstlichen Stückgießer und privilegierten Landes-Glocken-Gießer bestallt. Er goss von 1658 bis 1703 rund 75 Kirchenglocken, davon 60 Stück für Kirchen im Fürstentum Braunschweig-Wolfenbüttel. Zu den größten zählen die für die Andreaskirche in Braunschweig und für die Marienkirche BMV in Wolfenbüttel gegossenen Glocken. Auch außerhalb des Landes Braunschweig waren seine Werke gefragt. Er fertigte Glocken in Aspenstedt (Ortsteil von Halberstadt), Kemme im heutigen Landkreis Hildesheim, Sehlde, Mühlhausen und Berßel bei Osterwieck. Im Jahr 1687 beschäftigte er drei Gesellen.
Offenbar ist er um 1701/02 nach Braunschweig gezogen, da die ab 1702 von ihm gefertigten Glocken Braunschweig als Gussort angeben. Dort verstarb Heiso Meyer laut Eintrag im Kirchenbuch der St. Andreas-Gemeinde am 11. Februar 1704. Er hatte sieben Töchter und sechs Söhne, von denen ihm der älteste Christian Ludewig Meyer im Amt nachfolgte. Ein weiterer Sohn, Johann Andreas Meyer, wurde Stück- und Glockengießer in Braunschweig, während Johann Urban Meyer dieses Handwerk in Magdeburg ausübte.
Zahlreiche der von Meyer gegossenen Kirchenglocken haben sich bis heute erhalten. Sie zeichnen sich durch einen guten Klang aus und wurden von ihm anfangs mit dem Namen seines Vaters, später mit seinem eigenen Namen in verschiedenen Schreibweisen auf dem Glockenmantel signiert.

## Werke (Auswahl)
Eine Liste der von Meyer gegossenen Kirchenglocken, teilweise mit Maßen, gibt Schrader. Wenn hinter dem Ortsnamen Einzelheiten fehlen, so war die Glocke bereits 1935 nicht mehr vorhanden.
- 1658 St. Andreas in Langelsheim, erhalten (1935)
- 1658 Herrhausen am Harz
- 1658 Atzum, Ortsteil von Wolfenbüttel, Höhe 55 cm, Durchmesser 61 cm, erhalten (1935)
- 1658 Engelade, Ortsteil von Seesen
- 1659 Dorfkirche in Bettingerode, Ortsteil von Bad Harzburg, erhalten (1935)
- 1659 Bisperode, Landkreis Hameln-Pyrmont, erhalten (1935)
- 1659 Marienkirche BMV, Höhe 155 cm, Durchmesser 175 cm, erhalten (2020)
- 1659 Geitelde, Stadtteil von Braunschweig
- 1660 Pabstorf, Landkreis Harz
- 1660 Fümmelse, Stadtteil von Wolfenbüttel, Glocke im Ersten Weltkrieg eingeschmolzen
- 1662 Klein-Dahlum, Höhe 85 cm, Durchmesser 89 cm, erhalten (2020)
- 1663 Veltheim (Ohe), Landkreis Wolfenbüttel
- 1663 Essinghausen, Ortsteil von Peine, erhalten (1935)
- 1663 Silstedt, Landkreis Harz, Glocke in einem der beiden Weltkriege eingeschmolzen.
- 1664 Meerdorf, Landkreis Peine
- 1664 St. Georg in Kemme, Landkreis Hildesheim, erhalten
- 1666 Groß Vahlberg, Landkreis Wolfenbüttel, Höhe 93 cm, Durchmesser 90 cm, erhalten (1935)
- 1667 Klein-Biewende, Landkreis Wolfenbüttel, Höhe 76 cm, Durchmesser 77 cm, erhalten (1935)
- 1667 St. Bartholomäus (Drübeck), Landkreis Harz, Durchmesser 115 cm, erhalten (2020)
- 1667 Semmenstedt, Landkreis Wolfenbüttel
- 1668 Fümmelse (vgl. 1660), im Ersten Weltkrieg eingeschmolzen
- 1668 Münstedt, Landkreis Peine, erhalten (2021)
- 1670 Kirchberg (Seesen), Höhe 75 cm, Durchmesser 98 cm
- 1671 St.-Brictius-Kirche in Linden, Ortsteil von Wolfenbüttel, Höhe 73 cm, Durchmesser 73 cm, erhalten (1935)
- 1671 Münstedt, Landkreis Peine, erhalten (2021)
- 1672 St.-Johannis-Kirche in Wolfenbüttel, Höhe 94 cm, Durchmesser 100 cm, 650 kg, erhalten (2020)
- 1673 St.-Salvatoris-Kirche in Zellerfeld, Landkreis Goslar, Höhe 128 cm, Durchmesser 134 cm, erhalten (2020)
- 1673 St.-Salvatoris-Kirche in Zellerfeld, Landkreis Goslar, 1894 umgegossen
- 1674 Lutherkirche in Bad Harzburg, Höhe 92 cm, Durchmesser 97 cm, 1940 abgegeben, 1949 vom Glockenfriedhof Hamburg zurückgekehrt,[2] erhalten (2020)
- 1674 St. Petri in Schwanebeck, Landkreis Harz, erhalten (2020)
- 1677 Schandelah, Landkreis Wolfenbüttel
- 1677 Beierstedt, Landkreis Helmstedt, Höhe 104 cm, Durchmesser 108 cm, erhalten (1935)
- 1677 Halchter, Ortsteil von Wolfenbüttel
- 1677 St. Martin in Badenhausen, Landkreis Göttingen, Höhe 87 cm, Durchmesser 112 cm, erhalten (1935)
- 1677 Derenburg, Landkreis Harz, Durchmesser 162 cm, erhalten (2020)
- 1677 Derenburg, Landkreis Harz, erhalten (2020)
- 1677 Derenburg, Landkreis Harz, Durchmesser 147 cm, 1917 eingeschmolzen
- 1677 Derenburg, Landkreis Harz, 1917 eingeschmolzen
- 1680 St. Andreaskirche in Braunschweig, Durchmesser 132 cm, 1944 zerstört
- 1680 St. Andreaskirche in Braunschweig, 1944 zerstört
- 1681 St. Ägidien in Rautheim, Stadtteil von Braunschweig
- 1681 Bornum (Bockenem), Höhe 65 cm, Durchmesser 82 cm, erhalten (1935)
- 1681 Nienhagen (Moringen), Landkreis Northeim, Durchmesser 67 cm, erhalten (2020)
- 1682 Lucklum, Landkreis Wolfenbüttel, Höhe 88 cm, Durchmesser 91 cm, erhalten (1935)
- 1683 Sambleben, Ortsteil von Schöppenstedt
- 1683 Marienkirche BMV in Wolfenbüttel, Höhe 117 cm, Durchmesser 130 cm, erhalten (2020)
- 1683 Trinitatiskirche in Wolfenbüttel, Höhe 87 cm, Durchmesser 91 cm, erhalten (1935)
- 1684 Fümmelse (vgl. 1660 und 1668), im Ersten Weltkrieg eingeschmolzen
- 1685 St. Georg in Offleben, Landkreis Helmstedt, Höhe 49 cm, Durchmesser 58 cm, erhalten (1935)
- 1686 St.-Maria-St.-Cyriakus in Groß Twülpstedt, Landkreis Helmstedt, Höhe 116 cm, Durchmesser 110 cm, erhalten (1935)
- 1687 Berel, Landkreis Wolfenbüttel, Höhe 88 cm, Durchmesser 95 cm, erhalten (1935)
- 1688 St. Vitus in Seesen, Höhe 100 cm, Durchmesser 130 cm, erhalten (1935)
- 1688 St. Vitus in Seesen, Höhe 85 cm, Durchmesser 110 cm, erhalten (1935)
- 1690 Hessen (Osterwieck), Landkreis Harz
- 1691 Christuskirche in Klein Winnigstedt, Landkreis Wolfenbüttel, Höhe 107 cm, Durchmesser 110 cm, erhalten (2020)
- 1691 Lauingen, Landkreis Helmstedt, Höhe 63 cm, Durchmesser 66 cm, erhalten (1935)
- 1695 Münchehof, Stadtteil von Seesen, Höhe 70 cm, Durchmesser 100 cm, erhalten (1935)
- 1696 Wendessen, Ortsteil von Wolfenbüttel, Höhe 70 cm, Durchmesser 75 cm, erhalten (1935)
- 1696 Kneitlingen, Landkreis Wolfenbüttel
- 1696 Opperhausen, Ortschaft der Stadt Einbeck, Höhe 83 cm, Durchmesser 91 cm, erhalten (2020)
- 1697 Abbenrode, Landkreis Wolfenbüttel
- 1697 Trinitatiskirche in Braunlage, Höhe 78 cm, Durchmesser 100 cm, erhalten (1935)
- 1697 Trinitatiskirche in Braunlage, Höhe 42 cm, Durchmesser 100 cm, erhalten (1935)
- 1698 St.-Marien in Köchingen, Landkreis Peine, Höhe 70 cm, Durchmesser 74 cm, erhalten (1935)
- 1698 Bodenstedt, Landkreis Peine
- 1699 St. Gertrud in Jerze, Stadt Bockenem
- 1701 St. Stephanus in Kissenbrück, Landkreis Wolfenbüttel, Höhe 88 cm, Durchmesser 92 cm, erhalten (1935)
- 1701 Calvörde, Höhe 85 cm, Durchmesser 91 cm, erhalten (1935)
- 1702 Emmerstedt, Ortsteil von Helmstedt
- 1702 St. Stephanus in Bahrdorf, Landkreis Helmstedt, Höhe 107 cm, Durchmesser 117 cm, erhalten (1935)
- 1703 St. Andreas in Seesen, Höhe 40 cm, erhalten (1935)
- 1703 St. Andreas in Seesen, Höhe 30 cm, erhalten (1935)
- o. J. St. Vincenz in Schöningen, Landkreis Helmstedt